# Iranobuthus krali
Genre
Espèce
Iranobuthus krali, unique représentant du genre Iranobuthus, est une espèce de scorpions de la famille des Buthidae.

## Distribution
Cette espèce est endémique d'Iran. Elle se rencontre dans les provinces de Fars, de Qom, de Hormozgan, d'Alborz, de Téhéran et de Markazi.

## Description
Le mâle holotype mesure 82,0 mm. Iranobuthus krali mesure de 73 à 82 mm.

## Étymologie
Cette espèce est nommée en l'honneur de David Král.

## Publication originale
- Kovařík, 1997 : « Results of the Czech Biological Expedition to Iran. Part 2. Arachnida: Scorpiones, with descriptions of Iranobuthus krali gen. n. et sp. n. and Hottentotta zagrosensis sp. n. (Buthidae). » Acta Societatis Zoologicae Bohemicae, vol. 61, no 1, p. 39-52. (texte intégral).